# I-176 (tàu ngầm Nhật)
I-176 (nguyên là tàu ngầm số 154, rồi I-76 cho đến ngày 20 tháng 5, 1942) là một tàu ngầm tuần dương  Lớp Kaidai thuộc phân lớp Kaidai VII, nhập biên chế cùng Hải quân Đế quốc Nhật Bản vào năm 1942. Nó đã hoạt động trong Chiến tranh Thế giới thứ hai, với thành tích nổi bật nhất là gây hư hại cho tàu tuần dương hạng nặng USS Chester vào tháng 10, 1942 và đánh chìm tàu ngầm USS Corvina vào tháng 11, 1943, trở thành tàu ngầm Nhật Bản duy nhất đã đánh chìm một tàu ngầm Hoa Kỳ. I-176 bị các tàu khu trục Franks (DD-554), Haggard (DD-555) và Johnston (DD-557) đánh chìm tại vùng biển Papua New Guinea vào tháng 5, 1944.

## Thiết kế và chế tạo

### Thiết kế
Phân lớp tàu ngầm Kaidai VII là phiên bản tàu ngầm tấn công tầm trung được phát triển dựa trên phân lớp Kaidai VI. Chúng có trọng lượng choán nước 1.862 tấn (1.833 tấn Anh) khi nổi và 2.648 tấn (2.606 tấn Anh) khi lặn, lườn tàu có chiều dài 105,5 m (346 ft 2 in), mạn tàu rộng 8,25 m (27 ft 1 in) và mớn nước sâu 4,6 m (15 ft 1 in). Con tàu có thể lặn sâu 80 m (262 ft) và có một thủy thủ đoàn đầy đủ bao gồm 86 sĩ quan và thủy thủ.
Chiếc tàu ngầm trang bị hai động cơ diesel Kampon Mk.1A Model 8 hai thì công suất 4.000 mã lực phanh (2.983 kW), mỗi chiếc vận hành một trục chân vịt. Khi lặn, mỗi trục được vận hành bởi một động cơ điện 900 mã lực (671 kW).Con tàu có thể đạt tốc độ tối đa 23 hải lý trên giờ (43 km/h; 26 mph) khi nổi và 8 hải lý trên giờ (15 km/h; 9,2 mph) khi lặn. Khi Kaidai VII di chuyển trên mặt nước nó đạt tầm xa hoạt động 8.000 hải lý (15.000 km; 9.200 mi) ở tốc độ 16 hải lý trên giờ (30 km/h; 18 mph), và có thể lặn xa 50 nmi (93 km; 58 mi) ở tốc độ 5 hải lý trên giờ (9,3 km/h; 5,8 mph).
Lớp Kaidai VII có sáu ống phóng ngư lôi 53,3 cm (21,0 in), tất cả đều được bố trí trước mũi, và mang tổng cộng 12 ngư lôi. Vũ khi trên boong tàu thoạt tiên dự định bao gồm hai khẩu pháo phòng không 25 mm (1,0 in) Kiểu 96 nòng đôi, nhưng sau đó một hải pháo 12 cm (4,7 in) chống hạm thay chỗ cho một khẩu đội 25mm.

### Chế tạo
Được đặt hàng trong khuôn khổ Chương trình Vũ trang Hải quân Bổ sung thứ tư năm 1939, nhưng nó chỉ được đặt lườn như Tàu ngầm số 154 tại Xưởng vũ khí Hải quân Kure ở Hiroshima vào ngày 22 tháng 6, 1940. Nó được đổi tên thành I-76 trước khi được hạ thủy vào ngày 7 tháng 6, 1941, rồi lại đổi tên thành I-176 vào ngày 20 tháng 5, 1942 và nhập biên chế cùng Hải quân Đế quốc Nhật Bản vào ngày 4 tháng 8, 1942.

## Lịch sử hoạt động
Ngay sau khi được đưa vào hoạt động, I-176 được gửi đến khu vực Truk vào tháng 9, 1942. Đội đặc nhiệm tàu sân bay Hoa Kỳ USS Hornet bị phát hiện ngoài khơi quần đảo Solomon vào ngày 13 tháng 10. Các tàu ngầm Nhật Bản trong khu vực, kể cả I-176, được huy động hướng lên phía Bắc để tấn công, nhưng chỉ có I-176 bắt gặp mục tiêu và tấn công. Vào ngày 20 tháng 10, nó phát hiện một bộ phận của Lực lượng Đặc nhiệm 64 đang di chuyển giữa Espiritu Santo và San Cristobal, và đến 21 giờ 15 phút đã phóng hai quả ngư lôi tấn công, đánh trúng tàu tuần dương hạng nặng USS Chester (CA-27) tại tọa độ 13°31′N 163°17′Đ / 13,517°N 163,283°Đ, khoảng 120 mi (190 km) về phía Đông Nam San Cristobal (nay là đảo Makira). Chester bị hư hại nặng, khiến 11 người tử trận và 12 người khác bị thương, nhưng vẫn di chuyển bằng chính động lực của nó, và về đến Espiritu Santo vào ngày 20 tháng 10. Chiếc tàu tuần dương quay trở về Sydney, Australia để sửa chữa tạm thời trước khi về đến Norfolk, Virginia, Hoa Kỳ, và được sửa chữa cho đến tháng 9, 1943.

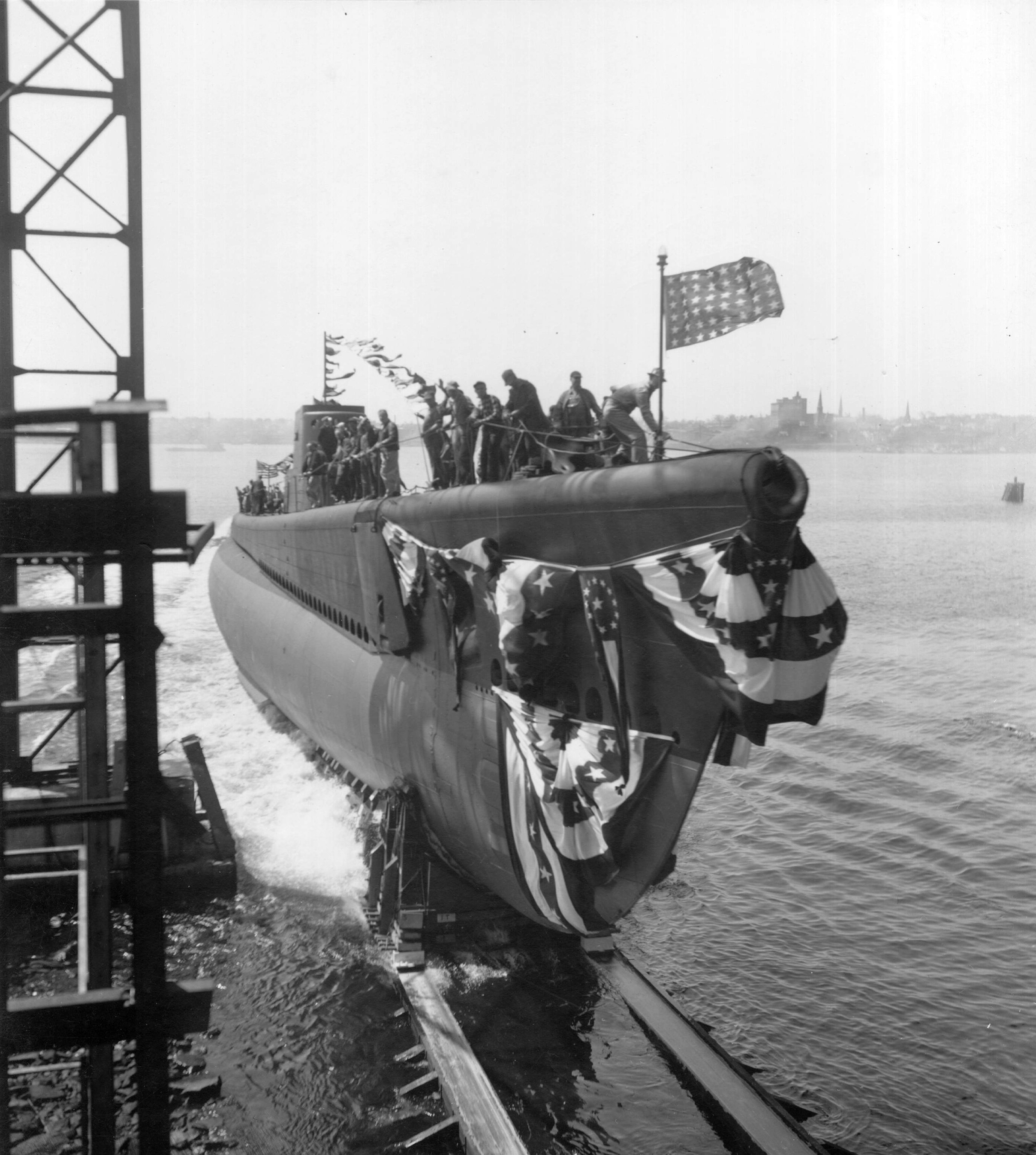
Tàu ngầm USS Corvina, bị I-176 đánh chìm ngày 16 tháng 11, 1943

Sau đó I-176 được cải biến cho vai trò vận tải, khi khẩu pháo 120 mm (4,7 in) trên boong tàu được tháo dỡ, và bổ sung bộ gá để vận chuyển một xuồng đổ bộ. Con tàu được lệnh đi đến Guadalcanal, nơi nó là tàu ngầm đầu tiên vận chuyển hàng tiếp liệu cho lực lượng Nhật Bản đồn trú trên đảo này vào tháng 12, 1942. Chuyến vận chuyển thứ hai vào tháng 1, 1943 bị thất bại. Sang tháng 3, con tàu suýt bị phá hủy khi nó bị máy bay ném bom B-25 Mitchell tấn công tại Lae, Papua New Guinea trong khi đang chất dỡ hàng tiếp liệu. Hạm trưởng con tàu, Thiếu tá Hải quân Yahachi Tanabe, bị thương bởi hỏa lực súng máy bắn phá và phải từ nhiệm vài ngày sau đó.
Sau nhiều tháng được sửa chữa tại Nhật Bản, I-176 quay trở lại khu vực New Guinea để tiếp tục làm nhiệm vụ vận chuyển tiếp liệu đến Lae, Sio và Finschhafen, và từ tháng 7 đến tháng 10, 1943 đã thực hiện nhiều chuyến thành công. Nó được lệnh chuyển đến Truk trong tháng 11, nhưng thông tin này bị chặn và giải mã, và chuyển tiếp đến nhiều tàu ngầm Hoa Kỳ trong khu vực. Một bức điện từ I-176 bị chặn được có nội dung "Bị ngư lôi đánh trúng trên đường đi sang Truk, không bị hư hại" gián tiếp cho thấy nó bị một tàu ngầm Hoa Kỳ tấn công nhưng thoát được, có thể do ngư lôi bị khiếm khuyết. Đến ngày 16 tháng 11, tàu ngầm USS Corvina (SS-226), có thể là chiếc đã tấn công I-176, bị chính I-176 đánh chìm. Nhật ký của I-176 cho biết nó đã phóng ba quả ngư lôi, ghi được hai quả trúng đích và đánh chìm được mục tiêu. Corvina chỉ được công bố bị mất vào ngày 14 tháng 3, 1944, trở thành tàu ngầm Hoa Kỳ duy nhất bị một tàu ngầm Nhật Bản đánh chìm trong suốt Thế Chiến II.
Quay trở về Nhật Bản, I-176 được đại tu tại Kure từ tháng 11, 1943 đến tháng 3, 1944. Khi quay trở lại Truk vào tháng 4, nó được phái đến đảo Buka ở phía cực Tây quần đảo Solomon để thực hiện một chuyến vận chuyển tiếp liệu. Một máy bay tuần tra đã phát hiện chiếc tàu ngầm, và thông báo tọa độ mục tiêu đến các tàu khu trục USS Franks (DD-554), USS Haggard (DD-555) và USS Johnston (DD-557) trong khu vực. Đến sáng ngày 16 tháng 5, các tàu khu trục bắt đầu càn quét khu vực, và Haggard dò được tín hiệu sonar tại tọa độ 4°1′N 156°29′Đ / 4,017°N 156,483°Đ, và bắt đầu thả mìn sâu tấn công lúc 21 giờ 45 phút. Các tàu khu trục khác cũng tham gia tấn công, thả nhiều lượt mìn sâu trong suốt nhiều giờ. Sáng hôm sau các tàu khu trục tìm thấy chứng cứ đã tiêu diệt được chiếc tàu ngầm, với nhiều mảnh vỡ và giấy tờ in tiếng Nhật. I-176 được công bố là đã bị mất vào ngày 11 tháng 6, 1944 với tổn thất toàn bộ thủy thủ đoàn. Tên nó được cho rút khỏi đăng bạ hải quân vào ngày 10 tháng 7, 1944.